# جاده ای۱۷۳
جاده ای۱۷۳ (انگلیسی: A173 road) یکی از جاده‌های کشور انگلستان است.
این جاده از شهرک استوکسلی شروع و در شهرک اسکلتون-این-کلیولند به پایان می‌رسد، طول این جاده ۱۸.۸ کیلومتر است.